# Facteur Yoko
Facteur Yoko est le 20e épisode de la saison 4 de la série télévisée Buffy contre les vampires

## Résumé
Spike conclut un pacte avec Adam. Il a la mission de séparer la Tueuse de ses amis, car Adam veut qu'elle se batte seule. Si Spike réussit, Adam lui retirera la puce et le vampire décide donc de monter les membres du Scooby-gang les uns contre les autres. Buffy rentre de Los Angeles, où elle a vu Angel, alors qu'Alex apprend malencontreusement à Riley certains détails de la relation entre Buffy et Angel (notamment comment il a perdu son âme). Spike va voir Giles sous un prétexte et sous-entend que Buffy ne le respecte plus, ce qui bouleverse Giles. Spike tient ensuite à Alex un discours où il lui fait comprendre qu'il n'est d'aucune utilité au groupe.  
Buffy patrouille dans la forêt à la recherche d'Adam et rencontre Forrest. Tous les deux entrent dans la caverne qui sert de cache à Adam. Une bagarre éclate à l'issue de laquelle Adam tue Forrest et malmène sévèrement Buffy qui parvient à s'échapper. Spike, de son côté, donne à Willow une disquette qui contient des informations sur l'Initiative et en profite pour lui glisser que les autres n'approuvent pas sa relation avec Tara. Angel revient à Sunnydale, pour s'excuser de son comportement à Los Angeles, et se bat avec Riley. Angel prend le dessus mais doit s'enfuir quand un camion militaire arrive sur les lieux. Angel va ensuite trouver Buffy mais Riley arrive peu après. Buffy est obligée de séparer les deux hommes avant qu'ils ne se battent. Buffy dit à Riley qu'elle doit parler seule avec Angel et se réconcilie avec le vampire.
Buffy retrouve ensuite Riley et le rassure. Elle lui apprend également la mort de Forrest. Riley s'en va alors précipitamment. Le Scooby-gang se réunit mais la discussion tourne vite au règlement de comptes à cause de ce qu'a dit Spike à tout le monde. Buffy finit par partir en disant aux autres qu'elle n'a pas besoin d'eux car elle a Riley, lequel est allé seul au repaire d'Adam.